# یالما دیاز-رهی
یالما دیاز-رهی (به انگلیسی: Yamila Diaz-Rahi) (زاده ۹ مارس ۱۹۷۶) مدل آرژانتینی است.